# Morobbia
Il Morobbia (o la Morobbia) è un fiume del Canton Ticino che nasce nella regione del Passo San Jorio, zona del confine con l'Italia a ridosso della parte superiore del Lago di Como e che sfocia nel fiume Ticino a Giubiasco attraversando la valle a cui dà il nome. Le località attraversate dal fiume sono Sant'Antonio, Pianezzo, Camorino e Giubiasco, quartieri di Bellinzona.

## L'impianto idroelettrico della Morobbia
Il 25 ottobre del 1898 il fiume Morobbia viene scelto come possibile fonte energetica per alimentare la città di Bellinzona. Il 6 luglio del 1900 l'ingegner Fulgenzio Bonzanigo, detto dai bellinzonesi il "Formiga rossa" per il suo grande impegno nel lavoro e per il colore dei capelli, presenta il suo primo progetto descrittivo per lo sfruttamento delle acque della Morobbia. Questo primo progetto viene sottoposto ad un esperto, l'ingegner Conrad Zschokke, che non lo giudica idoneo. Fulgenzio Bonzanigo si rimette subito al lavoro e presenta una nuova relazione il 28 ottobre 1900. Questa volta il progetto passerà l'esame e verrà approvato sia dal Comune di Bellinzona sia dal Gran Consiglio.
Nel progetto sono previste una presa d'acqua in valle, al ponte di Moneda a 621 m s.l.m. e la camera di carico al Piano dei Cavalli che si trova in territorio di Camorino. Per quanto riguarda l'incanalamento delle acque raccolte (tratto Moneda-Piano dei Cavalli), viene proposta una galleria sotterranea interrotta da due ponti-canale, a tutt'oggi visibili, nella Val Maggina e nella Valle di Verona. Infine, una condotta forzata di 880 m di lunghezza dovrà condurre le acque dal Piano dei Cavalli alla sottostante centrale da costruirsi in territorio di Giubiasco. L'impianto entra in funzione il 1º gennaio 1903 e dal 15 gennaio dello stesso anno incomincia a produrre regolarmente elettricità.